# Stenochlaena areolaris
Stenochlaena areolaris là một loài thực vật có mạch trong họ Blechnaceae. Loài này được (Harr.) Copel. miêu tả khoa học đầu tiên năm 1908.